# Saúl Ongaro
Saúl Ongaro – piłkarz argentyński, pomocnik. Później trener.
Ongaro karierę piłkarską rozpoczął w 1937 roku w klubie Estudiantes La Plata, gdzie grał do 1938 roku. Następnie w 1939 roku został na krótko graczem klubu Argentino de CA Argentino de Quilmes, ale jeszcze w tym samym roku wrócił do Estudiantes La Plata.
Jako piłkarz klubu Estudiantes La Plata wziął udział w turnieju Copa América 1946, gdzie Argentyna zdobyła tytuł mistrza Ameryki Południowej. Ongaro zagrał w dwóch meczach - z Urugwajem (w 65 minucie zmienił Leóna Strembela) i Brazylią (w 30 minucie zmienił Leóna Strembela). W 77 minucie meczu z Urugwajem egzekwował rzut karny, który jednak obronił Roque Máspoli.
Ongaro grał w Estudiantes do 1946 roku, po czym w 1947 roku przeszedł do klubu Racing Club de Avellaneda, razem z którym dwa razy z rzędu zdobył tytuł mistrza Argentyny - w 1949 i 1950 roku. Jednocześnie w 1950 roku zakończył grę w Racingu - w lidze argentyńskiej rozegrał łącznie 254 mecze i zdobył 17 bramek. Na koniec kariery w 1951 roku został graczem chilijskiego klubu Club Universidad de Chile.
Po zakończeniu kariery piłkarskiej Ongaro został trenerem. W 1953 roku pracował z drużyną klubu Gimnasia y Esgrima La Plata. W 1955 roku kierował zespołem klubu Racing, a rok później Estudiantes La Plata. W 1960 roku opiekował się biorącą udział w pierwszej edycji Pucharu Wyzwolicieli (Copa Libertadores 1960) drużyną boliwijskiego klubu Club Jorge Wilstermann. W latach 1961–1962 ponownie trenował zespół Racingu, który w 1961 roku doprowadził do tytułu mistrza Argentyny. W latach 1962–1963 znów pracował w klubie Estudiantes La Plata.